# Nhôm chloride
Nhôm chloride (công thức hóa học AlCl3) là một hợp chất vô cơ của hai nguyên tố nhôm và clo. Hợp chất này có màu trắng, nhưng các mẫu chất thường bị nhiễm chất sắt(III) chloride, làm cho nó thường được thấy màu vàng. Hợp chất này cũng là một chất rắn có điểm sôi và nhiệt độ sôi thấp. Nhôm chloride chủ yếu được sản xuất và tiêu thụ trong lĩnh vực sản xuất kim loại nhôm (Al), nhưng một lượng lớn cũng được sử dụng trong các lĩnh vực khác của ngành công nghiệp hóa học. Hợp chất này thường được đề cập như một là một hợp chất trong nhóm axit Lewis. Nó là một ví dụ về hợp chất vô cơ "đứt gãy" [cracking] ở nhiệt độ nhẹ, có thể đảo ngược một cách dễ dàng, từ polyme thành monome.

## Phản ứng
Nhôm chloride khan là một hợp chất thuộc nhóm axit Lewis mạnh, có khả năng tạo ra các sản phẩm cộng có gốc axit Lewis với các base Lewis yếu như benzophenone và mesitylene. Chất được tạo thành là tetracloroaluminat AlCl4−, cùng với sự hiện diện của ion chloride.
Nhôm chloride phản ứng với calci và magie hydride trong tetrahydrofuran tạo thành tetrahydroaluminat.

## An toàn
Nhôm chloride là một chất độc ảnh hưởng thần kinh. AlCl3 khan phản ứng mạnh với các base, vì vậy cần phải có các biện pháp phòng ngừa thích hợp. Nó có thể gây kích ứng mắt, da, và hệ hô hấp nếu hít hoặc tiếp xúc.

## Hợp chất khác
AlCl3 còn tạo một số hợp chất với NH3, như AlCl3·⅙NH3 là chất rắn trắng hay AlCl3·6NH3 là bột trắng.